# ステファン・ホルム
ステファン・ホルム (Stefan Christian Holm、1976年5月25日 - )は、スウェーデンの陸上競技選手である。2004年アテネオリンピック男子走高跳の金メダリストである。
2008年北京オリンピックを最後に現役引退し、今後は後進の指導にあたると見られている。
ホルムの身長は1m81であり、身長が大きなウェイトを占める走高跳において、世界トップレベルの選手としては低い。
一方で、自己ベストは、2m40（屋内）、2m37(屋外)と世界記録には及ばないものの、ハイレベルな記録をマークしている。
したがって、自らの頭上59cmの跳躍をクリアしていることになり、これは非公式ながら頭上跳躍の世界記録である。
尚、ホルム自身のHPに「50 CM CLUB」というコーナーがあり、頭上跳躍50cmオーバーを記録した選手の一覧がある。
その記録によると、身長180台で2m40を跳んだことのある選手は歴代でも4人しか存在しない。(50 CM CLUBに記載されていつ範囲内では）
2013年9月、国際オリンピック委員会委員に就任。

## 主な実績
| 年   | 大会                           | 場所                         | 種目   | 結果 | 記録 |
| ---- | ------------------------------ | ---------------------------- | ------ | ---- | ---- |
| 2000 | オリンピック                   | シドニー（オーストラリア）   | 走高跳 | 4位  | 2m32 |
| 2001 | 世界室内陸上選手権             | リスボン（ポルトガル）       | 走高跳 | 金   | 2m32 |
| 2002 | ヨーロッパ室内陸上選手権       | ウィーン（オーストリア）     | 走高跳 | 銀   | 2m30 |
| 2002 | ヨーロッパ陸上選手権           | ミュンヘン（ドイツ）         | 走高跳 | 銀   | 2m29 |
| 2002 | グランプリファイナル           | パリ（フランス）             | 走高跳 | 金   | 2m31 |
| 2003 | 世界室内陸上選手権             | バーミンガム（イギリス）     | 走高跳 | 金   | 2m35 |
| 2003 | 世界陸上選手権                 | パリ（フランス）             | 走高跳 | 銀   | 2m32 |
| 2003 | ワールドアスレチックファイナル | モンテカルロ（モナコ）       | 走高跳 | 銀   | 2m30 |
| 2004 | 世界室内陸上選手権             | ブダペスト（ハンガリー）     | 走高跳 | 金   | 2m35 |
| 2004 | オリンピック                   | アテネ（ギリシャ）           | 走高跳 | 金   | 2m36 |
| 2004 | ワールドアスレチックファイナル | モンテカルロ（モナコ）       | 走高跳 | 金   | 2m33 |
| 2005 | ヨーロッパ室内陸上選手権       | マドリッド（スペイン）       | 走高跳 | 金   | 2m40 |
| 2005 | ワールドアスレチックファイナル | モンテカルロ（モナコ）       | 走高跳 | 銅   | 2m32 |
| 2006 | ヨーロッパ陸上選手権           | イェーテボリ（スウェーデン） | 走高跳 | 銅   | 2m34 |
| 2006 | ワールドアスレチックファイナル | シュトゥットガルト（ドイツ） | 走高跳 | 銅   | 2m29 |
| 2007 | 世界陸上選手権                 | 大阪（日本）                 | 走高跳 | 4位  | 2m33 |
| 2008 | オリンピック                   | 北京（中国）                 | 走高跳 | 4位  | 2m32 |